# 부흥로 (부여 논산)
부흥로(Buheung-ro)는 충청남도 부여군 임천면 만사삼거리에서 논산시 강경읍를 잇는 도로이다

## 주요 경유지
충청남도
- 부여군 (임천면 . 세도면) - 논산시 (강경읍)

## 노선
| 이름       | 접속 노선                 | 소재지 | 소재지 | 비고 |
| ---------- | ------------------------- | ------ | ------ | ---- |
| 만사삼거리 | 국도 제29호선 (충절로)    | 부여군 | 임천면 |      |
| 사동교     |                           | 부여군 | 임천면 |      |
|            | 세도면                    | 부여군 |        |      |
| 세도삼거리 | 세도중앙로                | 부여군 |        |      |
| 새울고개   |                           | 부여군 |        |      |
| 청포삼거리 | 지방도 제799호선 (청송로) | 부여군 |        |      |
| 황산대교   |                           | 논산시 | 강경읍 |      |
| (이름없음) | 지방도 제799호선 (계백로) | 논산시 | 강경읍 |      |

## 주요 시설및 건물
- 농협 세도농협주유소 (부흥로 662/간대리 130-2)
- GS칼텍스 장정주유소 (부흥로 720/청포리 728-4)
- SK에너지 신동방주유소 (부흥로 900/귀덕리 587-3)